# Septoria inconspicua
Septoria inconspicua är en svampart som beskrevs av Berk. & M.A. Curtis 1874. Septoria inconspicua ingår i släktet Septoria och familjen Mycosphaerellaceae.   Inga underarter finns listade i Catalogue of Life.